# Banque algérienne du commerce extérieur
La Banque algérienne du commerce extérieur SA (BACE) est une banque suisse fondée en 1982 dont le siège est situé à Zurich.
La Banque algérienne du commerce extérieur est une banque organisée en tant que société anonyme suisse en mains étrangères spécialisée dans les opérations de financement du commerce extérieur entre les pays européens notamment et l'Algérie. La banque se décrit comme une « passerelle financière » entre la Suisse et l'Algérie.

## Histoire
La Banque algérienne du commerce extérieur est créée en 1982.
La Banque nationale d'Algérie (BNA) et le Fonds national d'investissement sont les actionnaires de la banque.

## Activités
Le Trade Finance forme le domaine clé de la banque, spécialement le domaine du crédit documentaire.